# Mercedes-Benz Vision EQS
La Vision EQS est un concept car de véhicule électrique du constructeur automobile allemand Mercedes-Benz présenté au salon de Francfort en septembre 2019, annonçant l'arrivée de la grande berline luxueuse Mercedes-Benz EQS dans la gamme électrique EQ du constructeur.

## Présentation
La Mercedes-Benz Vision EQS est présentée au salon de Francfort édition 2019 et préfigure la future berline électrique de luxe de série de Mercedes-Benz annoncée pour 2021.

## Caractéristiques électriques
La Vision EQS repose sur la plateforme technique spécifique aux modèles électriques du constructeur à l'étoile nommée MEA.

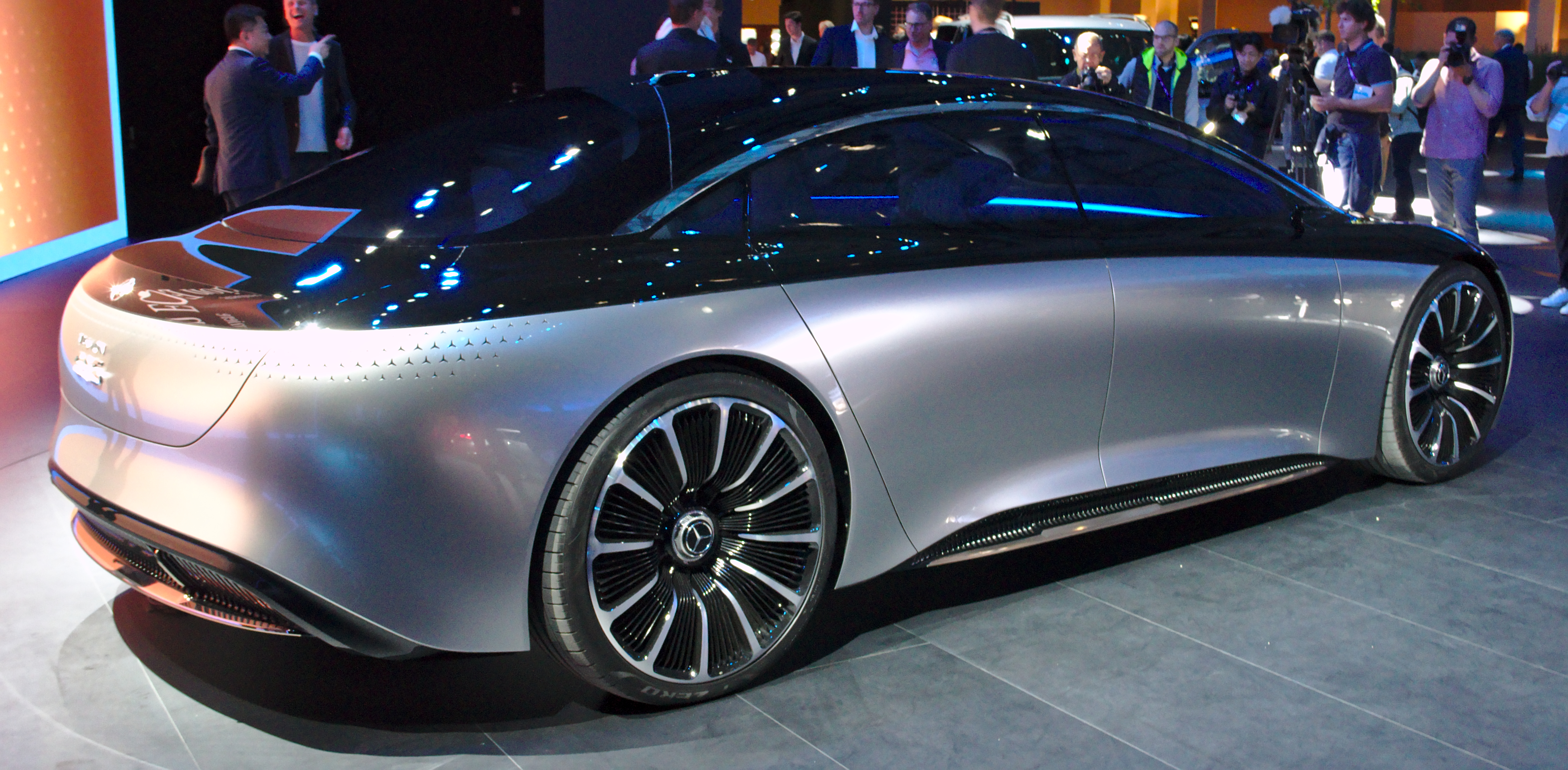
Lightbelt.

Elle est équipée d'une calandre lumineuse réalisée avec une matrice de 188 LEDs, quand l'arrière reçoit un bandeau lumineux appelé « Lightbelt » composé de 229 étoiles lumineuses sur toute la largeur du concept.

### Motorisation
Le concept-car Mercedes Vision EQS est équipé de deux moteurs électriques positionnés sur chaque essieux procurant une transmission intégrale, et développant une puissance cumulée de 350 kW (476 ch) pour un couple de 760 N m.

### Batterie
La batterie lithium-ion haute efficience de la Vision EQS a une capacité de 100 kWh offrant une autonomie annoncée de 700 km.